# Myopterus
Myopterus is een geslacht van zoogdieren uit de familie van de bulvleermuizen (Molossidae). De wetenschappelijke naam van het geslacht werd in 1818 gepubliceerd door Étienne Geoffroy Saint-Hilaire.

## Soorten
Er worden 2 soorten in dit geslacht geplaatst:
- Myopterus daubentonii A. G. Desmarest, 1821
- Myopterus whitleyi (R. F. Scharff, 1900)